# آدم دبليو. كلاين
آدم دبليو. كلاين (بالإنجليزية: Adam W. Kline)‏ هو سياسي أمريكي، ولد في 5 فبراير 1818، وتوفي في 6 أغسطس 1898. حزبياً، نشط في الحزب الجمهوري. وقد انتخب عضو مجلس ولاية نيويورك.